# Daddy's Home (St. Vincent)
Daddy's Home è il sesto album in studio della cantautrice statunitense St. Vincent, pubblicato il 14 maggio 2021 dalla Loma Vista Recordings.

## Accoglienza
| Recensione          | Giudizio |
| ------------------- | -------- |
| The A.V. Club       | B        |
| AllMusic            |          |
| The Daily Telegraph |          |
| The Guardian        |          |
| The Independent     |          |
| NME                 |          |
| The Observer        |          |
| Pitchfork           | 6.7/10   |
| Rolling Stone       |          |
| The Times           |          |

Daddy's Home ha ottenuto recensioni prevalentemente positive da parte dei critici musicali. Su Metacritic, sito che assegna un punteggio normalizzato su 100 in base a critiche selezionate, l'album ha ottenuto un punteggio medio di 86 basato su ventotto critiche.

## Tracce
1. Pay Your Way in Pain – 3:03
2. Down and Out Downtown – 3:42
3. Daddy's Home – 3:19
4. Live in the Dream – 6:29
5. The Melting of the Sun – 4:17
6. Humming (Interlude 1) – 0:57
7. The Laughing Man – 3:25
8. Down – 3:26
9. Humming (Interlude 2) – 0:28
10. Somebody Like Me – 3:53
11. My Baby Wants a Baby – 3:20
12. ...at the Holiday Party – 4:17
13. Candy Darling – 1:55
14. Humming (Interlude 3) – 0:38

Tracce bonus nell'edizione giapponese
1. New York (feat. Yoshiki Hayashi) – 2:54

## Successo commerciale
Nella Official Albums Chart britannica Daddy's Home ha debuttato alla 4ª posizione grazie a 8 113 unità distribuite durante la sua prima settimana, regalando alla cantante il suo miglior piazzamento nella graduatoria.

## Classifiche
| Classifica (2021) | Posizione massima |
| ----------------- | ----------------- |
| Australia         | 15                |
| Austria           | 18                |
| Belgio (Fiandre)  | 11                |
| Belgio (Vallonia) | 37                |
| Canada            | 48                |
| Danimarca         | 31                |
| Finlandia         | 45                |
| Francia           | 188               |
| Germania          | 21                |
| Irlanda           | 7                 |
| Italia            | 66                |
| Paesi Bassi       | 13                |
| Portogallo        | 7                 |
| Regno Unito       | 4                 |
| Stati Uniti       | 16                |
| Spagna            | 48                |
| Svizzera          | 18                |